# مالسبورگ-مارتسل
مالسبورگ-مارتسل (به آلمانی: Malsburg-Marzell) یک شهر در آلمان است که در لوراخ واقع شده‌است. مالسبورگ-مارتسل ۱٬۵۴۴ نفر جمعیت دارد.